# Etelredo II el Indeciso
Etelredo II (en inglés: Æthelred the Unready; c. 968-23 de abril de 1016) fue rey de Inglaterra en los períodos de 978-1013 y 1014-1016. Su epíteto no proviene del inglés moderno unready sino del anglosajón Unræd, "malaconsejado", y se trata de un irónico juego de palabras con su nombre Æthelred, “bien aconsejado”.

## Biografía

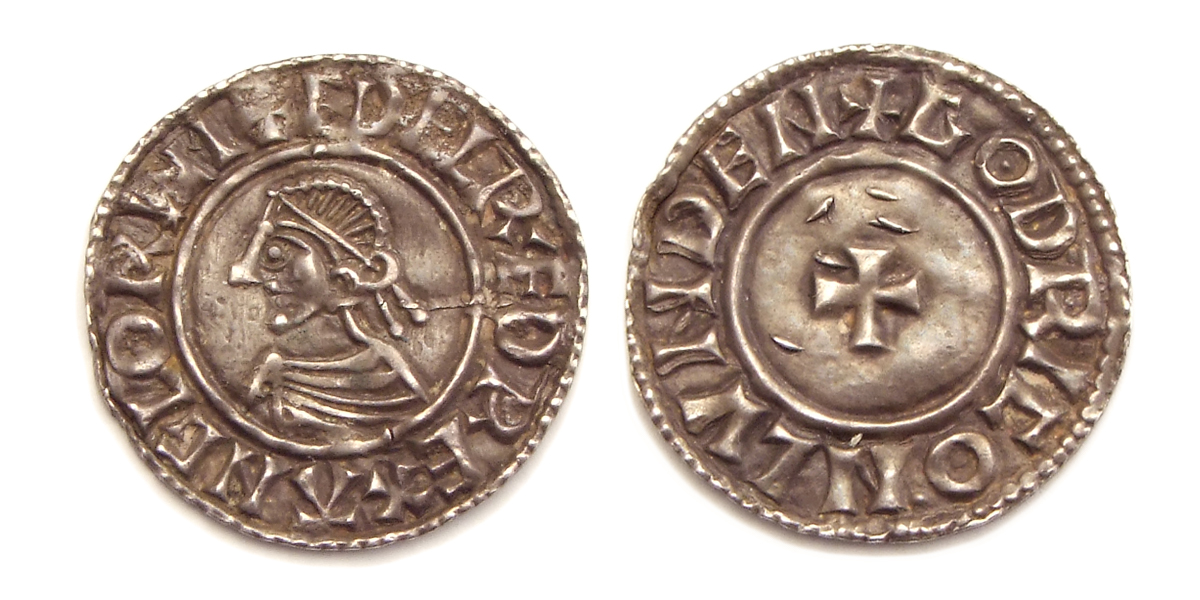
Penique de plata del rey Etelredo II, cerca de Londres.

Nació aproximadamente en el año 968, siendo el segundo de los dos hijos de Edgar el Pacífico, rey de Inglaterra, y de su segunda esposa, Elfrida, hija del conde Ordgar, justicia de Devon.
Asesinado su medio-hermano mayor, el rey Eduardo el Mártir, por órdenes de su madrastra Elfrida (18 de marzo de 978), Etelredo heredó el trono a los diez años de edad —su hermano mayor, Edmundo, había muerto en 972—, siendo coronado rey en Kingston-upon-Thames el 4 de abril de 978.
En 991 comenzaron las incursiones de los vikingos procedentes de Escandinavia en Inglaterra, cuando el rey Olaf I decidió, con una flota inmensa, tomar algunos territorios ingleses.
Luego de algunos combates —entre los que se destaca la batalla de Maldon, por la victoriosa defensa del conde Byrhtnoth—, Etelredo llegó a un acuerdo con Olaf, el cual regresó a Noruega; pero las depredaciones continuaron, esta vez por el lado de los daneses. Etelredo logró hacerles frente, pero al final llegó a pagar tributo, llamado danegeld, a los invasores para conservar la paz. Esto incluso llegó a hacerlo hasta Alfredo el Grande.
Con el propósito de mostrar fuerza a sus enemigos y ganarse la fidelidad de la ultraconservadora nobleza sajona, además de eliminar posibles focos rebeldes, ordenó la masacre de los nobles ingleses con ascendencia danesa durante la masacre del Día de San Bricio (13 de noviembre de 1002); lo que no calculó el rey es que entre las víctimas de la matanza se encontraba la princesa Gunhilda, hermana del rey Svend I Forkbeard de Dinamarca, la cual fue asesinada junto a su esposo Pallig Tokesøn, conde de Devonshire. Esta fue la excusa perfecta para el rey Svend I, el cual, erigiéndose en vengador, comenzó las expediciones en contra de los ingleses (1003-1005, 1006-1007 y 1009-1012), teniendo el rey que pagar el danegeld en aún mayor cantidad que antes.
Finalmente, en agosto de 1013 el propio rey Svend decidió invadir Inglaterra, llegando a la Isla de Sándwich. Rápidamente conquistó ciudad tras ciudad, y cuando llegó a Londres los ciudadanos decidieron derribar el puente —de ahí proviene la famosa canción infantil El puente de Londres se está cayendo...—, sufriendo el rey Svend serias heridas, lo que no impidió que continuara su conquista. El 23 de diciembre de 1013, víspera de Navidad, fue proclamado por la Witenagemot rey de toda Inglaterra.
Entretanto, el destronado rey Etelredo, su mujer Emma de Normandía y sus tres hijos menores huyeron al ducado de Normandía, junto a su cuñado, el duque Ricardo II. Pero el gobierno de Svend solo duró cinco semanas, ya que murió a causa de las heridas sufridas por la explosión del puente, el 3 de febrero de 1014, pudiendo volver entonces el rey Etelredo a su reino, pero teniéndose que enfrentar a Canuto, el hijo del rey Sven, por el control de Inglaterra.
Etelredo murió en Londres el 23 de abril de 1016, a los cuarenta y ocho años de edad, siendo sepultado en la Antigua Catedral de San Pablo. El cadáver de Etelredo se perdería en el Gran incendio de Londres, acontecido en septiembre de 1666. Su esposa, al no querer vivir de nuevo en el exilio con sus hijos, se casaría con Canuto para ayudar a legitimar su posición como rey de Inglaterra.

## Matrimonios y descendencia
En el año 985 se casó con Elgiva, hija de Thored, señor de York, naciendo de este matrimonio doce hijos:
- Athelstan (n. 986-m. en lucha contra los daneses, 1013).

- Egberto (n. 987-m. 1005).[2]

- Edmundo II Ironside (n. 988 - m. Oxford, 30.11.1016), rey de Inglaterra al suceder a su padre.

- Edred (n. 990-m. 1015).

- Eadwig (n. 991 - m. asesinado por orden del rey Canuto, 1017).

- Edgar (n. 994-m. 1012).

- Edith (n. 995-m. ?), casada primero con Edric Streona, caballero de Mercia (n.985-m.ejecutado,1017) y luego con Turcytel Thorgils Havi, conde danés y de Anglia del Este (n.992-m.asesinado,1039).

- Eduardo (n. 996-m. 1004).
- Elgiva (n. 997-m. ?), casada primero con Uthred, conde normando (n.989-m.asesinado,1016) y luego con Alfgar III, conde de Mercia (n.1002-m.1059).
- Wulfhilda (n. 998-m. ?), casada con Ulfcytel Snylling, señor de Anglia del Este (m. asesinado,1016).
- una hija (n. 1000-m. ?), casada con Athelstan, rey de Ringmare (n.996-m.asesinado,1016).
- una hija (n. 1001-m. 1051), abadesa de Wherwell.

Viudo en febrero de 1002, se casó nuevamente dos meses más tarde, el 5 de abril de 1002, en la catedral de Winchester, con Emma de Normandía, hermana del duque Ricardo II, la cual fue llamada por su belleza la «Rosa de Normandía», naciendo de este matrimonio tres hijos:
- Godgifu (n. 1004-m. 1049), casada primero con Drogo, conde de Mantes y Vexin (m.1035), y luego con Lamberto II, conde de Boulogne y Lens (m.1093).
- Eduardo (n. Islip, Oxforshire, III.1003-m. palacio de Westminster, 5.1.1066), apodado "el Confesor", fue rey de Inglaterra desde 1042.
- Alfredo (n. 1005-m. asesinado, Ely, Cambridgeshire, 5.2.1037, por órdenes del rey Haroldo Harefoot).